# Anna Dönhoff
Anna Dönhoff (en polonès Anna Denhoffówna) va néixer a Tartu (Estònia) 1621 i va morir a la ciutat polonesa de Bydgoszcz el 1655. Era filla del comte Gaspar de Dönhoff (1587-1645) i d'Alexandra Koniecpolska (1590-1651).

## Matrimoni i fills
El 25 d'abril de 1638 es va casar amb el comte de Leszno Boguslau Leszczyński (1614-1659), fill de Rafael Leszczyński (1579-1636) i d'Anna Radzimińska (1586-1636). El matrimoni va tenir quatre fills:
- Bugoslau (1640-1691)
- Joan Przeclaw (1643-1688)
- Rafael (1650-1703), casat amb Anna Jablonowska (1660-1727), pares del qui seria rei de Polònia Estanislau I.[1]
- Alexandra Cecília, nascuda el 1652.